# Killymoon Rangers FC
Killymoon Rangers Football Club is een Noord-Ierse voetbalclub uit Cookstown, County Tyrone.
De club werd in 1971 opgericht en speelde in de Cookstown Street League en de Mid Ulster Street League voordat de club in 2008 promoveerde naar de IFA Championship. Killymoon Rangers speelt zijn thuiswedstrijden in de Mid Ulster Sports Arena. In het seizoen 2016/17 speelt de club in de Ballymena & Provincial Football League.